# Аспекты мифа
«Аспекты мифа» — книга философа и писателя румынского происхождения Мирчи Элиаде, опубликованная в 1963 году, в которой изложены рассуждения о происхождении мифа и его влияния на культуру.

## Содержание

### Что такое миф
Свою работу Мирча Элиаде начинает с того, что в наши дни «миф» воспринимается совершенно иначе по сравнению с тем, как его воспринимали сотни лет назад. Раньше мифом считали рассказ о реальных событиях, которые произошли в прошлом. Миф нес в себе опыт и мудрость предшественников, и именно с помощью него человек обретал знание об окружающем его мире.

«<…>миф излагает сакральную историю, повествует о событии, произошедшем в достопамятные времена „начала всех начал“. Миф рассказывает, каким образом реальность, благодаря подвигам сверхъестественных существ, достигла своего воплощения и осуществления, будь то всеобъемлющая реальность, космос или только её фрагмент. <…> В целом миф описывает различные, иногда драматические, мощные проявления священного (или сверхъестественного) в этом мире. Именно эти проявления явились реальной основой создания Мира и сделали его таким, каков он есть сегодня. Более того, именно в результате вмешательства сверхъестественных существ человек стал таким, каков он есть — смертным, разделенным на два пола, обладающим культурой».— Аспекты мифа. Мирча Элиаде
Миф сообщает информацию о том, что было «в начале всего», а человек — такой, какой он есть сейчас, — является результатом мифических событий прошлого.
Миф «актуализируется», становясь основой обрядов инициации или лечения:

«знание о происхождении какого-нибудь предмета, животного или растения равнозначно тому, что мы приобрели над ними магическую власть, которая позволяет господствовать и по своему желанию управлять их воспроизведением и размножением».— Аспекты мифа. Мирча Элиаде
Например, обладая знанием о происхождение каких-либо растений, человек способен исцелять с их помощью. Необходимо воспроизвести полную информацию о происхождении того или иного растения или предмета, что позволит получить возможность управлять им.

### Виды мифов
Особое место Элиаде уделяет космогоническим мифам и мифам о происхождении.
Космогонические мифы являются образцом для создания других мифов, так как они описывают процесс зарождения мира в целом. Мифы о происхождении (растений, животных, человека и т. д.) объясняют новую ситуацию, которая происходила в уже существующем мире. Прибегая к космогонии, человек просит Бога воспроизвести мир заново. В этом случае миф о происхождении является частью мифа космогонического при исцелении, рождении ребёнка или же возведение на трон нового правителя. В данном случае основная идея заключается в том, что только первое появление чего-то значимо, а все следующие воплощения этого предмета — это лишь повторения первого опыта. Элиаде тем самым подчеркивает важность начальной точки, момента создания чего-либо.

### Мифы о Новом Годе
Во многих культурах встречается миф об обновлении Мира в Новый Год. Обновление в таком случае является повторением космогонии. Ритуал «возрождения» повторяет воссоздание всего живого в мире.

"<…>если вероятно, что непосредственное восприятие «года» как цикла лежит в основе идеи периодически обновляющегося Космоса, то в мифо-ритуальных сценариях Нового появляется другая идея, имеющая другую структуру и другой генезис. Это идея «совершенства начал», выражающая более глубокий сугубо личный религиозный опыт, питаемый воспоминаниями «утраченного рая»<…>.— Аспекты мифа. Мирча Элиаде

### Эсхатология в мифах
Элиаде выделяет идею об эсхатологии в космогонии — «начало» не может существовать без «конца». Это предполагает полное разрушение старого мира ради создания нового. Во многих мифах прослеживается сюжет конца света как в прошлом, так и в будущем, что доказывает цикличность времени. Во многих мифах конец света выступает в качестве наказания за грехи людей, после которого происходит «очищение» мира и его возвращение к «совершенству первоначальных времен».
Но, по мнению Элиаде, 

«мир пребудет вечно, хотя он периодически и разрушается в буквальном смысле этого слова».— Аспекты мифа. Мирча Элиаде
 Это лишь конец цикла вечного возвращения. В христианстве эта идея приняла форму милленаризма.

### Боги в мифах
Согласно Элиаде, существует несколько видов Богов. Есть Бог отдыхающий, который сотворил мир и человека и отошёл от дел. Во многих мифах это является причиной отдаления неба от земли, Бога Отдыхающего от всего человечества. Его образ постепенно стирается или же интегрируется в другие Божественные образы, которые имеют более близкую связь в отношениях с человеком. Существует убиенное Божество, смерть которого, согласно мифам, имеет прямое воздействие на последующую жизнь человечества. Его возникновение не космогонично, так как происходит после сотворения мира.
В мифах о происхождении рассказывается о сотворении «самого существенного», что есть в мире, посредством контакта сверхъестественных существ (чаще всего — убиенных божеств) и людей. Здесь, по мнению Элиаде, берет начало «демистификация»:

"Элита искала теперь «главное» не в истории богов, а в «первоначальной исходной ситуации», предшествовавшей истории. Здесь налицо попытка выйти за пределы мифологии как божественной истории, приблизиться к тому первоисточнику, откуда берет начало сущее, обнаружить саму «прародительницу бытия».— Аспекты мифа. Мирча Элиаде

### Миф о памяти и забвении
Элиаде также рассуждает над мифологией памяти и забвения. Мифы говорят о том, что погружение в повседневную жизнь с её плотскими удовольствиями отдаляет человека от понимания самого себя и своей души, что отражается в мифе в образе забвения.
Миф и весь его сверхъестественный план в древнейшие времена были открыты человеку, эти знания были доступны ему и направляли его. Миф был священным абсолютом, который на особом языке знаков и символов говорил с человеком.

### Миф сейчас
Знание (логос) побеждает миф, оно больше не передается из уст в уста, а сохраняется на бумаге. Но миф продолжает влиять на различные культуры, в частности, он находит свое отражение в религии — в верованиях, сказаниях, писаниях и т. д.
В масс-медиа также есть признаки мифов. По мнению Элиаде, 

«персонажи „комиксов“ являются современной версией мифологических или фольклорных героев».— Аспекты мифа. Мирча Элиаде

## Оценки
Религиовед А. П. Забияко пишет, что Элиаде относит сакральное «к числу важнейших морфологических образцов, „паттернов“ религиозного сознания». Также он полагает, что идеи Элиаде берут свое начало в работах Рудольфа Отто, который обосновывал роль сакрального. По его мнению, идеи Элиаде о «homo religious» направлены на возвращение человека к духовной составляющей жизни.
А. Барбоса ди Сильва отмечает, что Элиаде выделяет два вида «святого» — как феномен и как онтологический термин.
Чарльз Лонг в 1967 году писал: «Элиаде ожидал, что историческое исследование может быть также инициацией, терапией, которая должна приготовить нашу культуру к новому рождению. Новое рождение возможно, если мы с серьёзностью воспримем то, что открывает нам историческое исследование. В исследованиях Элиаде — это раскрытие религиозного мира, встречи человека с сакральным».

## Издания
- Eliade M. Aspects du mythe. Paris: Gallimard, 1963. 247 p. (Первое издание.)
- Мирча Элиаде. Аспекты мифа / Перевод: В. Большаков — Изд. Academia, 1994